# Viktor Paul Mohn
Viktor Paul Mohn (* 17. November 1842 in Meißen; † 17. Februar 1911 in Berlin) war ein deutscher Landschaftsmaler, Zeichner und Illustrator der Spätromantik.

## Leben
Paul Mohn wurde 1842 in Meißen als Sohn des Ratsbaumeisters Johann August Mohn († 1866) geboren. Ersten Zeichenunterricht hatte er bei den Porzellanmalern Eduard Naumann und Friedrich Wilhelm Schlechte. Zwischen 1858 und 1861 folgte ein Studium an der Kunstakademie in Dresden. Von 1861 bis 1866 kam er als letzter Schüler von Adrian Ludwig Richter in dessen Atelier. Richter unternahm 1861 mit seinen Schülern Paul Mohn, Albert Venus und Karl Wilhelm Müller  (1839–1904) eine Studienreise nach Nordböhmen. 1866/67 ging er gemeinsam mit Albert Venus nach Italien. 1868/69 war er erneut in Italien dank des Großen Sächsischen Staatsstipendiums, das er für sein Bild Campagna di Roma erhalten hatte. Begleiter war wiederum Venus, der ebenfalls dieses Stipendium erhalten hatte. Hier traf er in der deutschen Malerkolonie u. a. auf Friedrich Geselschap, Anton von Werner, Ascan Lutteroth und Edmund Kanoldt.
Zurück in Dresden, wurde Mohn 1869 Dozent und Stellvertreter Richters in der Landschaftsklasse der Akademie. 1873 heiratete er Margarethe Gaber (1853–1928), eine Enkelin Richters. 1875 übernahm er als stellvertretender Leiter das Meisteratelier von Richter. 1880 wurde er zum Professor an der Dresdner Kunstakademie ernannt. 1883 folgte der Umzug nach Berlin, wo er ab 1895 Professor an der Königlichen Kunstschule wurde und 1905 die Berufung zum Direktor derselben erhielt. Mit dieser Berufung verbunden war zudem der Eintritt in den Senat der Berliner Akademie der Künste. Außerdem war er 1905/06 kommissarischer Direktor der Unterrichtsanstalt des Kunstgewerbemuseums Berlin. 1910 erhielt er die Ernennung zum Mitglied der Preußischen Landeskunstkommission.
Sein Œuvre umfasste zahlreiche Landschaftsmotive aus seiner sächsischen Heimat, der Schweiz und Italien. Ab dem Ende der 1870er Jahre war er auch als Illustrator von Kinder- und Jugendliteratur tätig.
Viktor Paul Mohn starb 1911 im Alter von 68 Jahren in Berlin und wurde auf dem Friedhof Dahlem beigesetzt. Das Grab ist nicht erhalten.

## Werke
Eine detaillierte Aufstellung seiner Ölgemälde, Aquarelle, Zeichnungen, Wandgemälde, Sgraffiti und Illustrationen (bis zum Jahr 1895) findet man in Friedrich von Boettichers Malerwerke des 19. Jahrhunderts Band 2.

### Maler

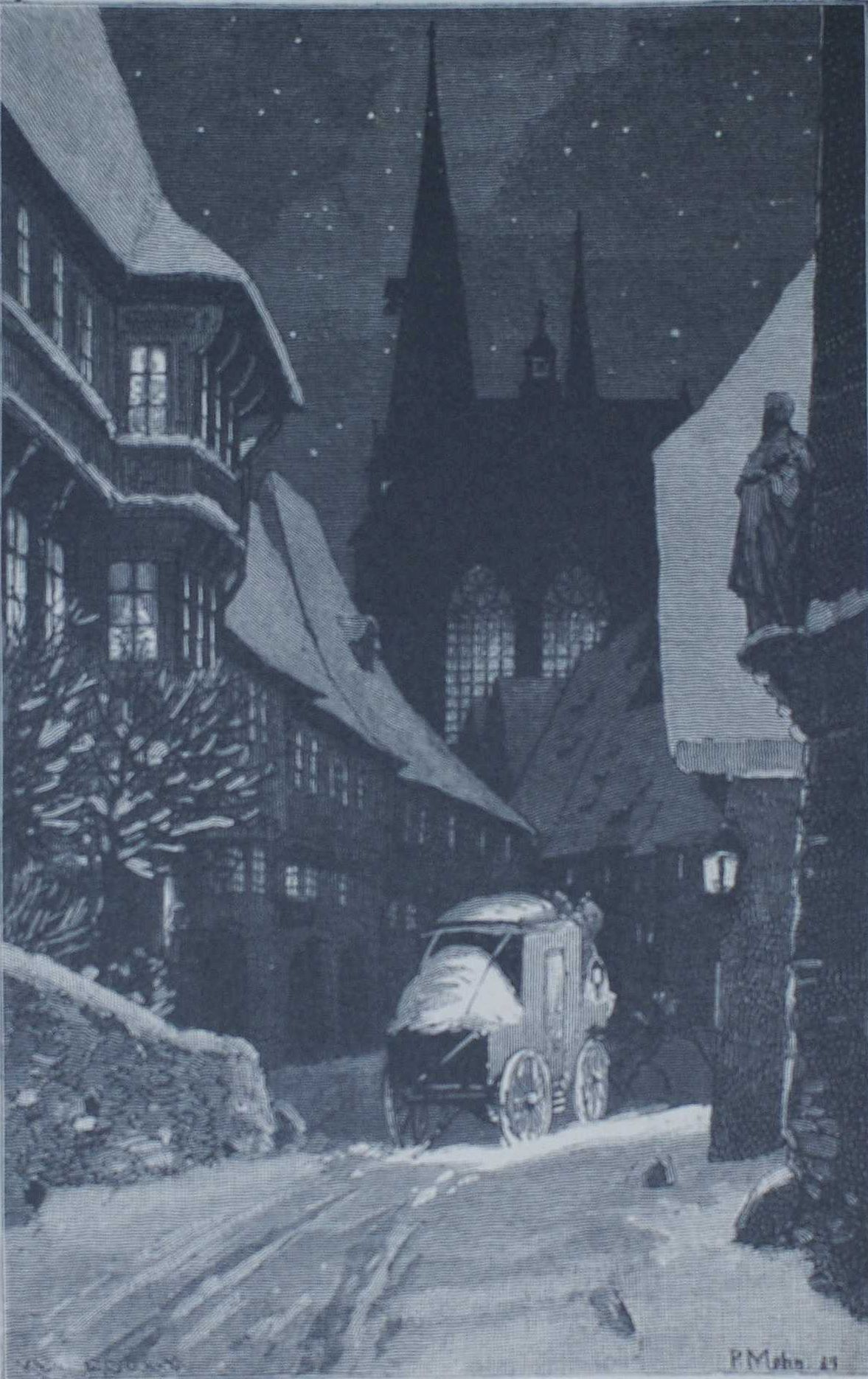
Aus allen Häusern […] strahlte der Lichterbaum

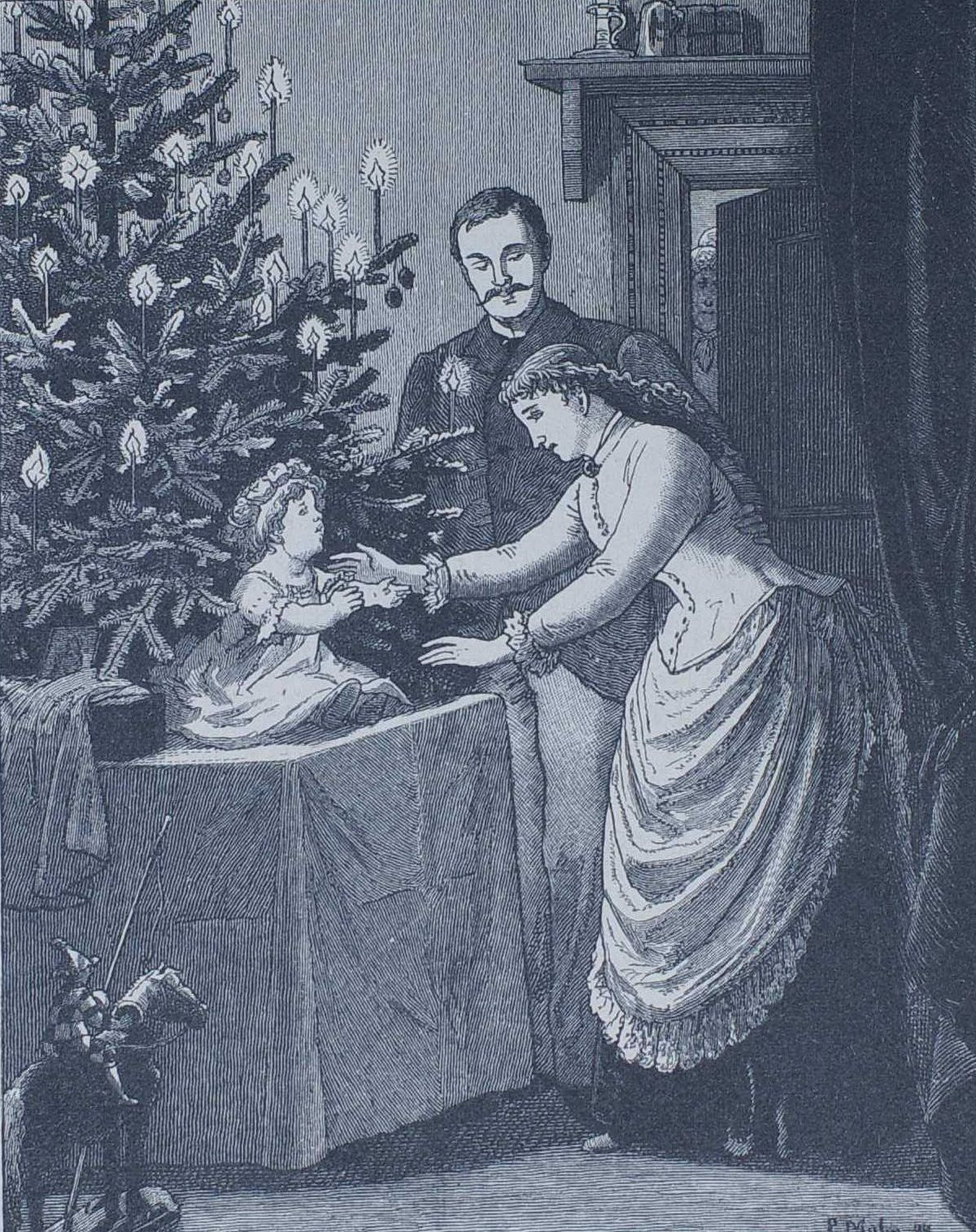
Unter dem Weihnachtsbaum saß ein schönes blondlockiges Kind

- Beteiligung an der Ausschmückung der Treppenhäuser der Dresdner Semperoper mit Landschaftsszenen aus „Macbeth“ und „Faust“, 1876
- Waldinneres mit alter Buche am Abhang, Ölstudie auf Papier, nach 1869[5]
- Campagnalandschaft, Öl auf Leinwand, 1870, Staatliche Kunstsammlungen Dresden[6]
- Im Sommer an der Elbe bei Dresden, Öl auf Leinwand, 1896[7]
- Italienische Landleute, Aquarell und Feder über Bleistift auf Karton, 1878[8]
- Das blaue Licht der Campagna, Aquarell über Feder auf Papier, 1879[9]
- Schneeweiss und Rosenroth, Aquarell, 1893[10]
- Brüderchen und Schwesterchen, Aquarell, 1893[11]
- Prozession, 1903[12]
- Friedensengel mit Palmen, Friedensengel schwebend und Kreuzigung, 1899. Drei Kartons als Vorlagen für Glasmalereien, von der Deutschen Glasmosaik-Gesellschaft Puhl & Wagner aus Rixdorf bei Berlin ausgestellt auf der Großen Berliner Kunstausstellung.[13]

### Autor/Illustrator
- H. H.: Zwei Weihnachtsabende. In: Die Gartenlaube. Heft 51, 1884, S. 842–846 (Volltext [Wikisource] – Mit Illustrationen von Prof. P. Mohn.).
- Viktor Paul Mohn: Ludwig Richter, (= Künstler-Monographien Nr. XIV). Velhagen & Klasing, Bielefeld und Leipzig 1896 (goobipr2.uni-weimar.de).
- Die Fahrt zum Christkind. Ein Weihnachts-Märchenbuch von Julius Lohmeyer mit Bildern von V. P. Mohn und Melodien von Theodor Krause, Flemming, Glogau 1889 (diglib.bis.uni-oldenburg.de).
- Kinder-Lieder und Reime. Auswahl u. Zeichnungen von V. P. Mohn, Stilke, Berlin 1890.
- Kinder- und Hausmärchen der Brüder Grimm. Hertz, Berlin 1893.
- Ludwig Bechstein: Ludwig Bechsteins Märchenbuch für Kinder. Loewe, Stuttgart 1905.
- Märchenstrauß für Kind und Haus. Bilder von V. P. Mohn, Stilke, Berlin 1882. Neuauflagen/Reprints: 1910, 1960, 1982, 1987[14]